# 카리예 박물관

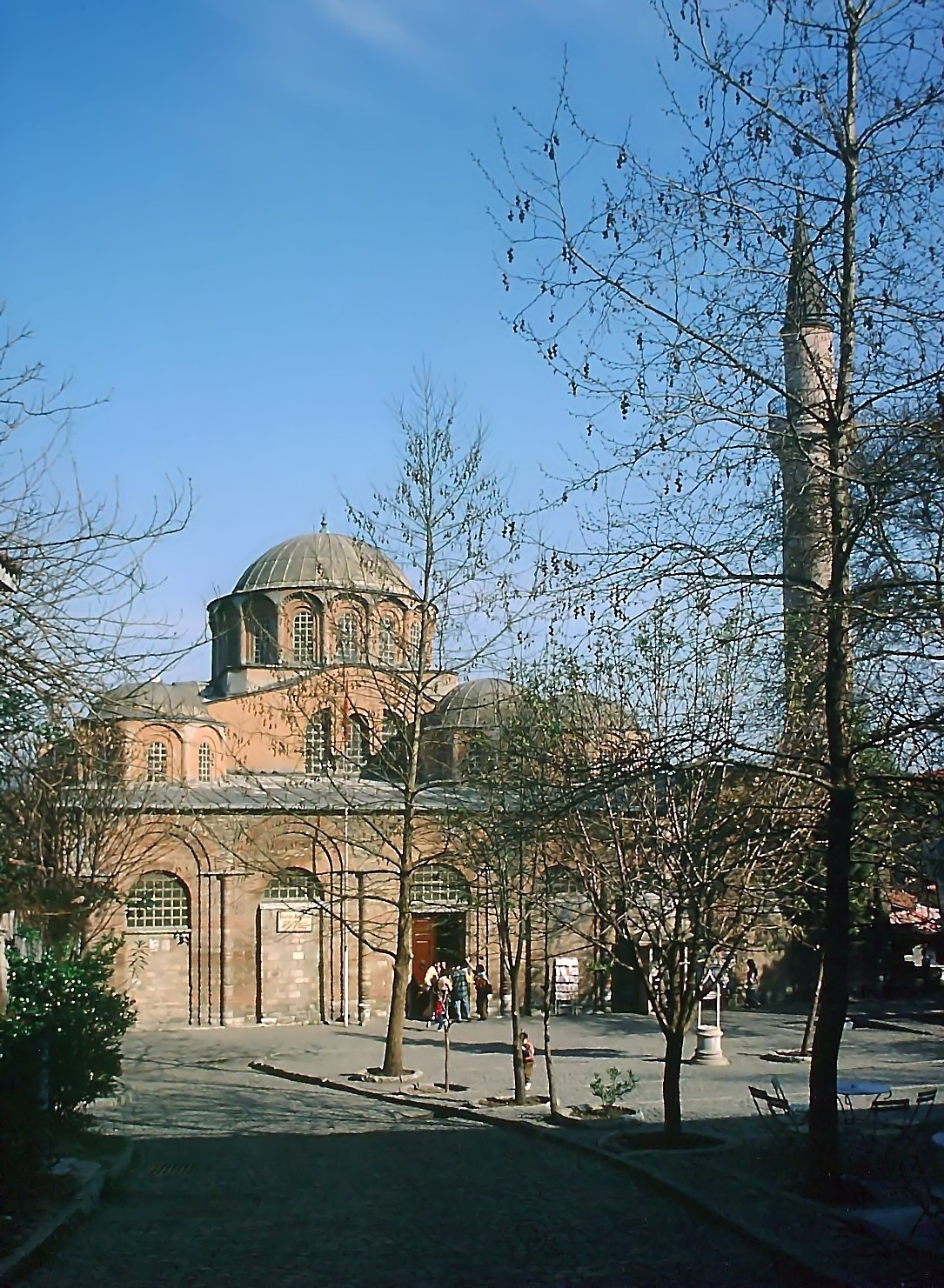
카리예 박물관 외관

카리예 박물관(튀르키예어: Kariye Müzesi)은 터키 이스탄불 구시가지의 북서쪽 테오도시우스 성벽과 간선 도로가 교차하는 에디르네 문 근처에 있는 박물관이다. 건물 자체는 동로마 제국의 시대였던 11세기에 동방 정교회 수도원 부속 교회로 건설된 것으로, 14세기까지 간헐적으로 증축과 개축이 반복되었다. 오스만 제국 시대가 되면서 모스크로 개조되어 명칭도 카리예 자미(Kariye Camii)로 개칭되었지만, 터키로부터 예술적 가치를 인정 받아 종교 박물관이 되었다.
정교회 성당으로 같은 이스탄불의 아야 소피아와 비교하면 작고 엉성한 느낌의 건축이지만, 14세기에 만들어진 비잔틴 미술의 최고 걸작으로 평가되는 모자이크와 프레스코가 남아있어 이스탄불에서 유명한 관광명소이다. 이스탄불의 역사 지구로서 세계유산에도 등록되어 있다.

## 장식
카리예 박물관 건물은 3개의 영역으로 나뉘어 있다. 현관과 같은 역할인 나르텍스 (내 나르텍스와 외 나르텍스 구성), 성당의 내부, 그리고 묘묘 예배당 (Parecclesion)이다. 성당에는 6개의 돔이 존재한다. 비잔틴 미술의 걸작 모자이크는 180개 이상의 장면이 그려져 있지만, 주로 7개의 주제로 나뉜다. 프레스코는 80개 이상의 장면을 구성하고 3개의 군을 이룬다.